# علاء الدين (خبير منجنيق)
علاء الدين ((بالصينية: 阿老瓦丁)- بالبينيين :Ālăowădīng - بالويد–جيلز:A-lao-wa-ting ، توفي 1312) كان خبير منجنيق مسلم فارسي الذي خدم في جيش قوبلاي خان في غزوه لاسرة سونغ الجنوبية.
في عام 1271، أرسل قوبلاي خان مبعوثين للحصول على الأشخاص المهرة في إدارة المنجنيق من رجله أباقا خان، الخان في إيران. هذا الأخير أرسل علاء الدين وإسماعيل، جنبا إلى جنب مع أسرهم، من خلال نقلهم للطريق إلى مدينة هانغتشو، حيث بدأ ببناء مجانيقَ كبيرةٍ نُصِبت أمام بوابات المدينة. وبعد ذلك تم إرفاق علاء الدين بموظفي الجنرال أليهايا، الذي عبر نهر اليانغتسى، وكان حاضرا في الاستيلاء على العديد من البلدات. توفي في 1312، وحصر علي التكريم من الدولة، وخلفه في الكرامات من بعده ابنه ماهاشا 馬哈沙.